# Комон на Гарони
Комон на Гарони (фр. Caumont-sur-Garonne) насеље је и општина у југозападној Француској у региону Аквитанија, у департману Лот и Гарона која припада префектури Марманд.
По подацима из 2011. године у општини је живело 629 становника, а густина насељености је износила 54,18 становника/km². Општина се простире на површини од 11,61 km². Налази се на средњој надморској висини од 28 метара (максималној 86 m, а минималној 17 m).

## Демографија
| 1962. | 1968. | 1975. | 1982. | 1990. | 1999. | 2011. |
| ----- | ----- | ----- | ----- | ----- | ----- | ----- |
| 330   | 421   | 408   | 462   | 503   | 545   | 629   |

График промене броја становника у току последњих година